# Lista jednostek samorządowych w Quebecu
Quebec podzielony jest na
- 17 regionów administracyjnych (fr. région administrative), podzielonych z kolei na:
  - 86 regionalnych gmin hrabstwa (fr. municipalité régionale de comté, MRC);
  - 14 miast (fr. ville) na prawach MRC;
  - 87 jednostek spoza MRC (hors MRC), poziomu gminnego lub niższego, niewchodzących w skład żadnego MRC, ale nieposiadających samodzielnych uprawnień MRC;
  - 1 administrację regionalną dalekiej Północy.

## Regiony administracyjne

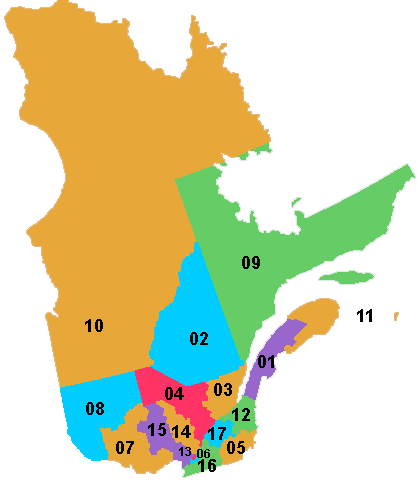
17 regionów administracyjnych Quebecu. Oznaczenia numeracji w tekście

- 01 Bas-Saint-Laurent
- 02 Saguenay–Lac-Saint-Jean
- 03 Capitale-Nationale
- 04 Mauricie
- 05 Estrie
- 06 Montreal
- 07 Outaouais
- 08 Abitibi-Témiscamingue
- 09 Côte-Nord
- 10 Nord-du-Québec
- 11 Gaspésie–Îles-de-la-Madeleine
- 12 Chaudière-Appalaches
- 13 Laval
- 14 Lanaudière
- 15 Laurentides
- 16 Montérégie
- 17 Centre-du-Québec

### Regiony turystyczne
Oprócz podziału na regiony administracyjne, w Quebecu obowiązuje też podział na regiony turystyczne, w liczbie 22.

## Regionalne gminy hrabstwa (MRC)
Zarząd regionalny hrabstwa obejmuje pewną liczbę jednostek szczebla podstawowego, czyli gmin (municipalité) lub jednostek równorzędnych: miast (ville), wiosek (village), kantonów zjednoczonych (canton uni), kantonów (canton) i parafii (paroisse). Nazwy inne niż "gmina" stopniowo zanikają.

## Miasta na prawach MRC
Miasta na prawach MRC są jednostkami administracyjnymi samodzielnymi.

## Jednostki poza MRC
- 7 gmin (fr. municipalité),
- 1 parafia (fr. paroisse),
- 14 wiosek polarnych (fr. village nordique);
- 60 gmin autochtonów (municipalité autochtone), z czego
  - 30 rezerwatów indiańskich (fr. réserve indienne),
  - 1 wioska Naskapi (fr. village naskapi),
  - 1 ziemia zarezerwowana dla Naskapich (fr. terre réservée naskapi),
  - 12 ziem zarezerwowanych dla Inuitów (Eskimosów) (fr. terre réservée inuit),
  - 8 wiosek Kri (fr. village cri),
  - 8 ziem zarezerwowanych dla Krich (fr. terres réservées cri);

oraz
- 5 terytoriów niezorganizowanych (fr. territoire non-organisé).

## Dawne hrabstwa
Hrabstwa (fr. comté, ang. county) w liczbie 79, zostały rozwiązane w Quebecu w r. 1979, i zastąpione przez regionalne gminy hrabstwa MRC (fr. municipalité régionale de comté), które jednak nie do końca pokrywają się z byłymi hrabstwami; dziś mówi się o dawnych hrabstwach (fr. ancien comté).